# Lasioglossum melli
Lasioglossum melli là một loài Hymenoptera trong họ Halictidae. Loài này được Ebmer mô tả khoa học năm 1996.